# Ministère du Tourisme (Tunisie)
Pour les articles homonymes, voir Ministère du Tourisme.
Le ministère du Tourisme (arabe : وزارة السياحة) est un ministère tunisien chargé du tourisme, un secteur clé de l'économie de la Tunisie.

## Missions et attributions
Le ministère du Tourisme assure une mission générale de mise en œuvre de la politique du gouvernement dans les domaines du tourisme et des loisirs touristiques.

## Organisation
Conformément aux dispositions du décret n°2005-2123 du 27 juillet 2005, portant organisation du ministère tel qu’il a été modifié et complété par le décret n°2010-794 du 20 avril 2010, le ministère du Tourisme comprend :
- le comité supérieur du ministère et la conférence des directeurs ;
- le cabinet ;
- l'inspection générale ;
- la direction générale des services communs ;
- la direction des études et de la coopération internationale.

## Établissements rattachés
- Office national du tourisme tunisien
- Office du thermalisme
- Agence foncière touristique
- Société promogolf Hammamet
- Société promogolf Monastir
- Société promogolf Carthage
- Société de loisirs touristique

## Ministre
Le ministre du Tourisme est nommé par le chef du gouvernement depuis 2011, selon la loi constituante de 2011, puis l'article 89 de la Constitution de 2014. Selon la Constitution de 1959, il était nommé par le président de la République sur proposition du Premier ministre.
Il dirige le ministère et participe au Conseil des ministres.

### Historique
Le ministère est supprimé par décret présidentiel le 19 juillet 1986 et ses attributions confiées au ministre de l'Industrie et du Commerce.
Le ministre actuel est Soufiane Tekaya, titulaire du portefeuille dans le gouvernement Madouri/Zaafrani, depuis le 25 août 2024.

### Liste
| Image | Nom                     | Parti             |  | Gouvernement                                                                       | Début du mandat  | Fin du mandat    |
| ----- | ----------------------- | ----------------- |  | ---------------------------------------------------------------------------------- | ---------------- | ---------------- |
|       | Mohamed Masmoudi        | Néo-Destour       |  | Gouvernement Bourguiba II                                                          | 31 décembre 1960 | 7 octobre 1961   |
|       | Mondher Ben Ammar       | PSD               |  | Gouvernement Bourguiba II Gouvernement Ladgham Gouvernement Nouira                 | 8 septembre 1969 | 6 novembre 1970  |
|       | Ezzeddine Chelbi        | PSD               |  | Gouvernement Mohamed Mzali                                                         | 18 juin 1983     | 19 juillet 1986  |
|       | Abderrazak Kéfi         | PSD RCD           |  | Gouvernement Hédi Baccouche I                                                      | 7 novembre 1987  | 27 juillet 1988  |
|       | Mohamed Jegham          | RCD               |  | Gouvernement Hédi Baccouche II Gouvernement Hédi Baccouche III Gouvernement Karoui | 27 juillet 1988  | 25 janvier 1995  |
|       | Slaheddine Maaoui       | RCD               |  | Gouvernement Ghannouchi I                                                          | 25 janvier 1995  | 24 janvier 2001  |
|       | Mondher Zenaidi         | RCD               |  | Gouvernement Ghannouchi I                                                          | 24 janvier 2001  | 22 mars 2004     |
|       | Abderrahim Zouari       | RCD               |  | Gouvernement Ghannouchi I                                                          | 22 mars 2004     | 10 novembre 2004 |
|       | Tijani Haddad           | RCD               |  | Gouvernement Ghannouchi I                                                          | 10 novembre 2004 | 4 septembre 2007 |
|       | Khalil Laâjimi          | RCD               |  | Gouvernement Ghannouchi I                                                          | 4 septembre 2007 | 14 janvier 2010  |
|       | Slim Tlatli             | RCD               |  | Gouvernement Ghannouchi I                                                          | 14 janvier 2010  | 17 janvier 2011  |
|       | Mohamed Jegham          | RCD               |  | Gouvernement Ghannouchi II                                                         | 17 janvier 2011  | 27 janvier 2011  |
|       | Mehdi Houas             | Indépendant       |  | Gouvernement Ghannouchi II Gouvernement Caïd Essebsi                               | 27 janvier 2011  | 24 décembre 2011 |
|       | Elyes Fakhfakh          | Ettakatol         |  | Gouvernement Jebali                                                                | 24 décembre 2011 | 13 mars 2013     |
|       | Jamel Gamra             | Indépendant       |  | Gouvernement Larayedh                                                              | 13 mars 2013     | 29 janvier 2014  |
|       | Amel Karboul            | Indépendante      |  | Gouvernement Jomaa                                                                 | 29 janvier 2014  | 6 février 2015   |
|       | Selma Elloumi           | Nidaa Tounes      |  | Gouvernement Essid Gouvernement Chahed                                             | 6 février 2015   | 14 novembre 2018 |
|       | René Trabelsi           | Indépendant       |  | Gouvernement Chahed                                                                | 14 novembre 2018 | 27 février 2020  |
|       | Mohamed Ali Toumi       | Al Badil Ettounsi |  | Gouvernement Fakhfakh                                                              | 27 février 2020  | 2 septembre 2020 |
|       | Habib Ammar             | Indépendant       |  | Gouvernement Mechichi                                                              | 2 septembre 2020 | 11 octobre 2021  |
|       | Mohamed Moez Belhassine | Indépendant       |  | Gouvernement Bouden/Hachani/Madouri                                                | 11 octobre 2021  | 25 août 2024     |
|       | Soufiane Tekaya         | Indépendant       |  | Gouvernement Madouri/Zaafrani                                                      | 25 août 2024     | en cours         |

## Secrétariat d'État au Tourisme
- 1988-? : Ahmed Smaoui
- 2005-2008 : Slim Tlatli